# Zymohiria
Zymohiria (tiếng Ukraina: Зимогір'я) là một thành phố của Ukraina. Thành phố này thuộc tỉnh Luhansk. Thành phố này có diện tích ? km2, dân số theo điều tra dân số năm 2001 là 11295 người.